# Budănești, Mehedinți
Budănești este un sat în comuna Ilovăț din județul Mehedinți, Oltenia, România.